# Saint Lucy, Barbados
Saint Lucy este una din cele unsprezece parohii ale statului caraibian Barbados. Patronul parohiei nordice este Sfâta Lucia, după care este și numită.

## Parohii vecine
- Saint Peter - Sud